# Ruprecht van Palts-Veldenz
Ruprecht (Zweibrücken, 1506 – Burg Gräfenstein, 28 juli 1544) was de eerste vorst van Palts-Veldenz en de stamvader van het gelijknamige vorstenhuis. Als voogd van zijn neef Wolfgang voerde hij in 1533 het lutheranisme in als staatsgodsdienst van Palts-Zweibrücken.

## Biografie

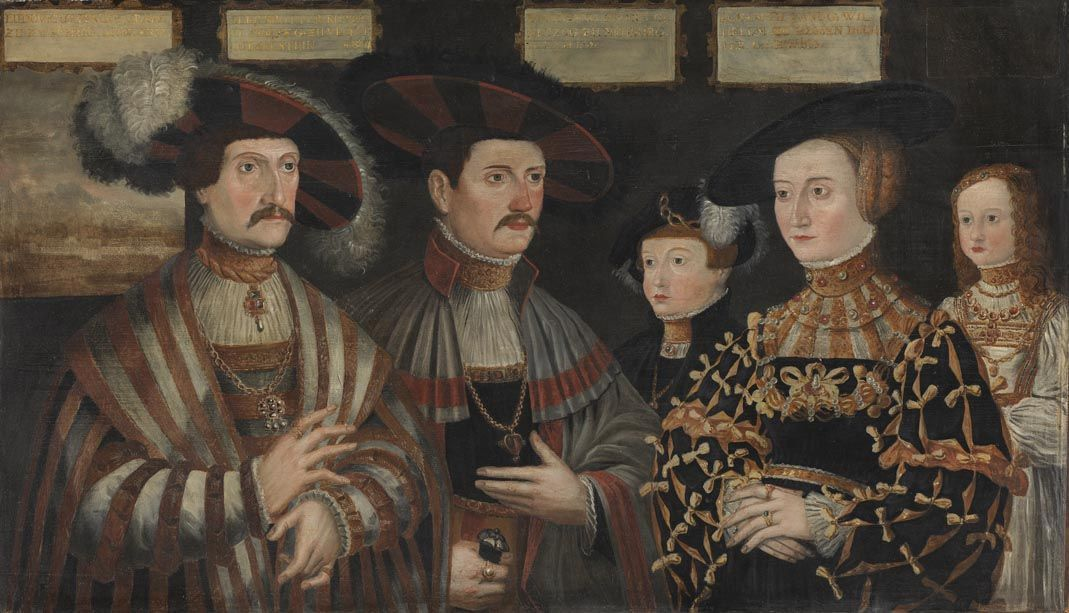
Familieportret van hertog Lodewijk II, met zijn broer Ruprecht, zijn vrouw Elisabeth en zijn kinderen Wolfgang en Christiana, door Peter Gertner, na 1532.

Kaart van Palts-Zweibrücken en Palts-Veldenz in 1543.

Ruprecht was de jongste zoon van hertog Alexander (1462–1514) van Palts-Zweibrücken en Margaretha (1480–1522), een dochter van graaf Kraft VI van Hohenlohe-Weikersheim. In zijn testament had Alexander het eerstgeboorterecht ingevoerd, zodat het hertogdom Zweibrücken onverdeeld aan Ruprechts oudere broer Lodewijk II zou vallen. Ruprecht werd voorbereid op een geestelijke loopbaan. Na zijn studie in Trier werd hij kanunnik in de domkapittels van Mainz, Keulen en Straatsburg. Zijn oudere broer Lodewijk II schonk Ruprecht in 1524 de inkomsten uit de proosdij van Sint Remigius bij Kusel en de nabijgelegen Michelsburg. In 1526 kreeg Ruprecht ook de inkomsten van het amt Lauterecken toebedeeld. De Michelsburg werd Ruprecht's voornaamste woning.
Ondanks zijn carrière in de kerk trad Ruprecht in dienst van koning Ferdinand I van Oostenrijk en streed hij in Hongarije mee tegen Johan Zápolya en het Ottomaanse Rijk. In 1529 trad Ruprecht terug in de wereldlijke stand en deed hij afstand van zijn kerkelijke ambten.
Op 3 december 1532 overleed Ruprecht's oudere broer Lodewijk II aan Tuberculose. Zijn enige zoon Wolfgang was op dat moment nog maar zeven jaar oud. Samen met Lodewijks weduwe Elisabeth nam Ruprecht de voogdij en het bestuur van Palts-Zweibrücken op zich. In vergelijking met zijn broer was Ruprecht een uitgesproken voorstander van de reformatie. Direct na zijn aantreden als voogd gaf hij hofpredikant Johann Schwebel de opdracht om een lutherse kerkorde voor het hertogdom op te stellen. Alle preken zouden voortijd in de Duitse volkstaal gehouden worden. In 1539 werd de eerste synode voor het hertogdom bijeengeroepen. Ruprecht trad echter niet toe tot het protestantse Schmalkaldisch Verbond.
In 1540 kocht Ruprecht de heerlijkheid Gräfenstein van paltsgraaf Johan II van Simmern voor 9000 gulden. Ruprecht voerde ook hier de lutherse reformatie in en koos kasteel Gräfenstein uit als nieuwe residentie.
In september 1543 werd hertog Wolfgang meerderjarig en kon hij zelf de regering op zich nemen. Een maand later, op 3 oktober sloten Wolfgang en Ruprecht het Verdrag van Marburg. Hierin stond Wolfgang de ambten Veldenz, Lauterecken en Remigiusberg en het Jettenbacher gericht als erfelijk vorstendom af aan zijn voormalige voogd. Deze gebieden vormden de basis van het nieuwe vorstendom Palts-Veldenz, dat tot 1694 als zelfstandig territorium zou bestaan.
Ruprecht overleed een jaar na het sluiten van het verdrag op het kasteel van Gräfenstein. Zijn lichaam werd bijgezet in de Alexanderkerk in Zweibrücken. Omdat zijn enige zoon George Johan I op dat moment nog maar een jaar oud was nam Wolfgang als voogd het bestuur van Veldenz over.

## Huwelijk en kinderen
Ruprecht trouwde op 28 juni 1537 met Ursula (1515–1601), een dochter van Johan VII van Salm-Kyrburg. Ze kregen drie kinderen:
- Anna (1540–1586), getrouwd met Karel II van Baden-Durlach (1529–1577)
- George Johan I (1543–1592), vorst van Palts-Veldenz
- Ursula (1543–1578), getrouwd met Wirich VI van Daun-Falkenstein (1542–1598)